# Borzęcin (powiat warszawski zachodni)
Borzęcin – osada w Polsce położona w województwie mazowieckim, w powiecie warszawskim zachodnim, w gminie Stare Babice.
Wieś duchowna położona była w drugiej połowie XVI wieku w powiecie błońskim ziemi warszawskiej województwa mazowieckiego. W latach 1975–1998 miejscowość należała administracyjnie do województwa warszawskiego.